# Gnaeus Domitius Tullus
Gnaeus Domitius Afer Titius Marcellus Curvius Tullus (* ca. 42; † 108/109) war ein römischer Senator des 1. Jahrhunderts n. Chr.
Tullus wurde vermutlich kurz vor 42, dem Jahr seiner Adoption, geboren. Er war der Sohn von Sextus Curvius. Plinius berichtet, dass ihr Vater vom Redner Gnaeus Domitius Afer angeklagt und erfolgreich seiner Bürgerschaft und seines Vermögens beraubt wurde. Afer machte jedoch Tullus und seinen Bruder Gnaeus Domitius Lucanus zu seinen testamentarischen Erben und hinterließ ihnen sein Vermögen unter der Bedingung, dass sie seinen Familiennamen annahmen.
Tullus' Karriere ist aus einer Inschrift aus Foligno überliefert. Er begann seine Laufbahn als decemvir stlitibus iudicandis und diente wie sein Bruder als Militärtribun in der Legio V Alaudae. Unter Nero war er quaestor Caesari Augusti, wobei der Name des Kaisers in der Inschrift bewusst ausgelassen wurde. Nach dem Volkstribunat wurde er 73 unter Kaiser Vespasian in den Patrizierstand erhoben. Im gleichen Jahr führte er als Praefectus auxiliorum omnium die Hilfstruppen im Krieg des Gnaeus Pinarius Cornelius Clemens in Germanien an. Während dieses Feldzugs wurde er zum  Praetor als Kandidat des Kaisers designiert (candidatus Caesaris praetor designatus)  und wurde anschließend von Vespasian als Legatus pro praetore zum Heer in Africa (bzw. Numidien) entsandt. Für seine Verdienste im Germanenkrieg erhielt er Auszeichnungen, darunter corona muralis, corona vallaris, drei hastae purae und drei vexilla.
Die Dauer seines Kommandos in Africa ist unklar, wahrscheinlich blieb er bis 76 im Amt. In seiner Abwesenheit wurde er unter die Praetoren versetzt. Später wurde er Suffektkonsul zwischen 76 und 79. Unter Kaiser  Domitian erhielt er die Würde eines Fetialis und wurde in der frühen Regierungszeit Domitians Prokonsul von Africa  (zwischen 87/88 und 90/91), wo er zunächst von seinem Bruder Lucanus als Legaten unterstützt und später abgelöst wurde. Am 13. Januar 98 folgte er Kaiser Nerva als Suffektkonsul und führte die Fasces mit den weiter amtierenden Trajan.
Tullus wurde nach dem Tod seines Bruders Lucanus dessen Universalerbe und vereinte ein enormes Vermögen, bestehend aus der Erbschaft des Domitius Afer, des Titus Curtilius Mancia und dem gemeinsamen Besitz der Brüder. Er setzte seine Adoptivtochter Domitia Lucilla als Universalerbin ein, bedachte aber auch seine Enkel und Urenkelin. Erst in hohem Alter, bereits gelähmt, heiratete Tullus eine Witwe aus vornehmer Familie, die möglicherweise Kinder aus ihrer ersten Ehe mitbrachte. Sie pflegte ihn liebevoll und erhielt ein beträchtliches Legat an Vermögen und Grundbesitz. Tullus starb 108/109.